# Zbigniew Okoń (pisarz)
Zbigniew Okoń (ur. 22 października 1926 w Dubnie - zm.  16 kwietnia 2016 w Rzeszowie) – polski pisarz, poeta, dokumentalista, autor publikacji o ludobójstwie Polaków na Wołyniu.
Syn oficera Wojska Polskiego, legionisty, komendanta fortu Tarakanów w Dubnie. Ze względu na pracę ojca, który po przejściu do cywila został kierownikiem hurtowni, często zmieniał miejsce zamieszkania. Uczęszczał do szkół w Międzyrzeczu, Równem i Hoszczy. W czasie II wojny światowej był naocznym świadkiem Holokaustu Żydów dokonanego przez Niemców i policję ukraińską oraz ludobójstwa Polaków przez nacjonalistów ukraińskich z OUN-UPA. Został osadzony w niemieckim więzieniu w Równem i "Ostlagrze" w Brześciu nad Bugiem. Po wojnie zamieszkał w Rzeszowie. Tematyce ludobójstw dokonanych na Kresach Wschodnich poświęcił większość swoich opowiadań, tomików wierszy i artykułów. Upominał się także o prawdę o Zbrodni Katyńskiej oraz polemizował z książką Jana Tomasza Grossa "Sąsiedzie".
Po 1989 r. nawiązał współpracę ze Stowarzyszeniem Upamiętnienia Ofiar Zbrodni Ukraińskich Nacjonalistów, którego został członkiem. Pisał też artykuły publicystyczno-historyczne w Na Rubieży oraz sztuki teatralne.
Pochowany na cmentarzu komunalnym Wilkowyja w Rzeszowie.

## Wybrane publikacje
Pamiętniki i opowiadania
- Muzułmanin wraca do domu (1985)[7]
- Moje wojenne dzieciństwo, tom 4 (współautor, 2001)[8]
- Kresowi sąsiedzi. W szponach trzech ludobójczych hord (2005)[9]
- Ocalić zabite marzenia dziewcząt (2010)[10]
- Na przełomie tysiącleci Czas ludobójstw i gwiezdnych nadziei (2014)[11]

Tomiki wierszy
- Na olimpijskim szlaku: Od Olimpii do Idealii (2002)[12]
- Jeśli mi Boże dałeś mózg (2008)[13]
- Kobiety i kwiaty (2010)[14]
- Pomnik Wołyńskich dzieci (2013)[15]